# Hechtkräuter
Die Hechtkräuter (Pontederia) sind eine Pflanzengattung innerhalb der Familie der Hechtkrautgewächse (Pontederiaceae). Die seit 2018 etwa 26 Arten der Gattung Pontederia s. l. gedeihen als Sumpf- und Wasserpflanzen hauptsächlich in der Neotropis.

## Beschreibung vonPontederias.l.

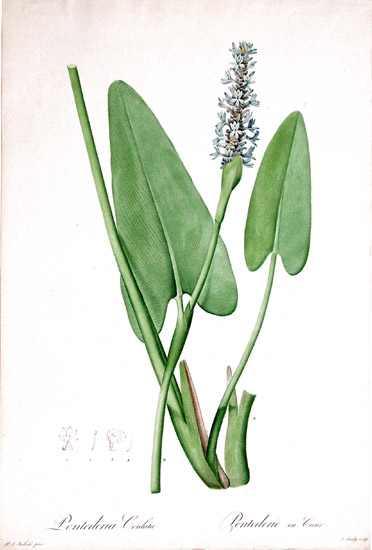
Illustration von Pontederia cordata

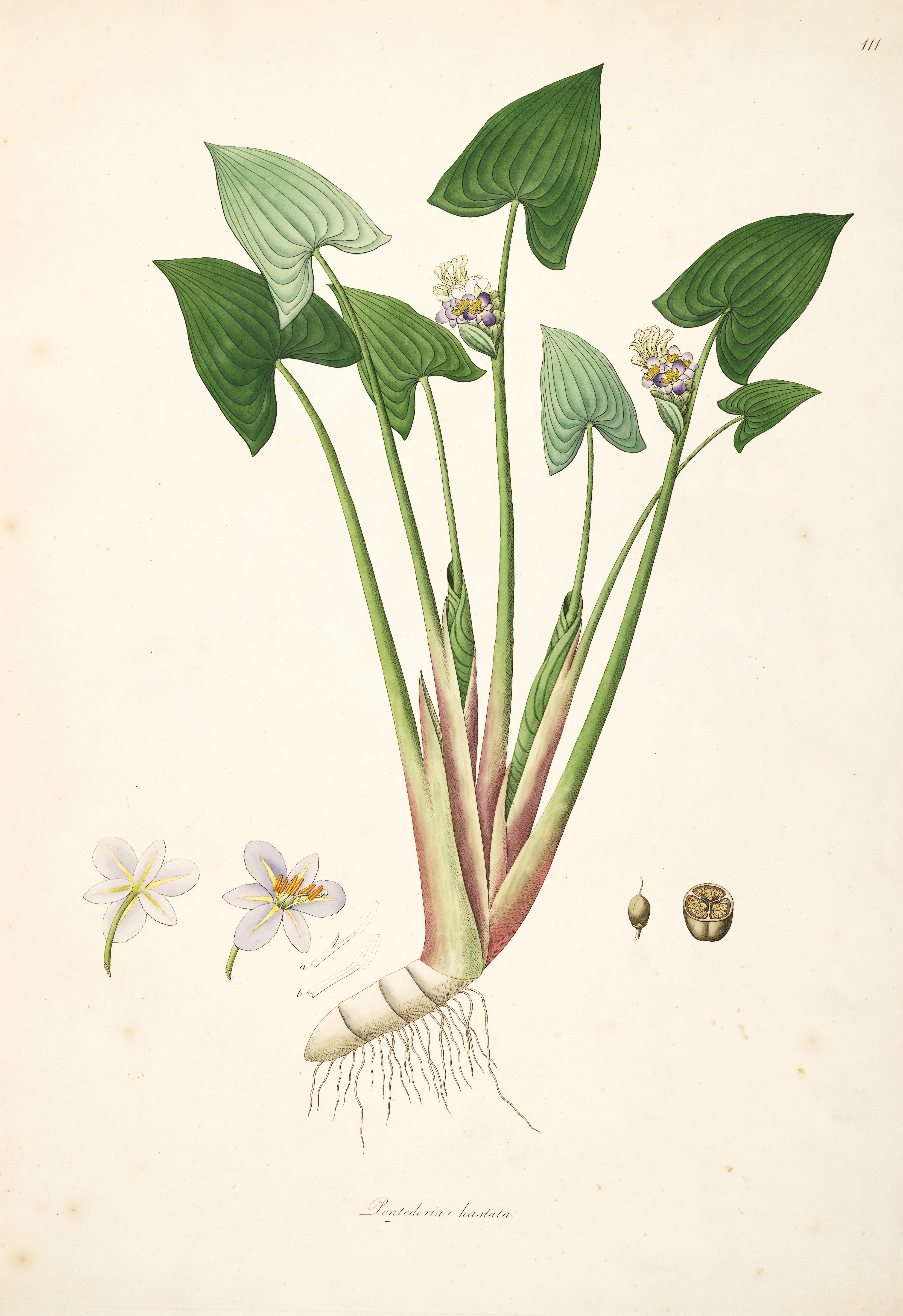
Illustration von Pontederia hastata

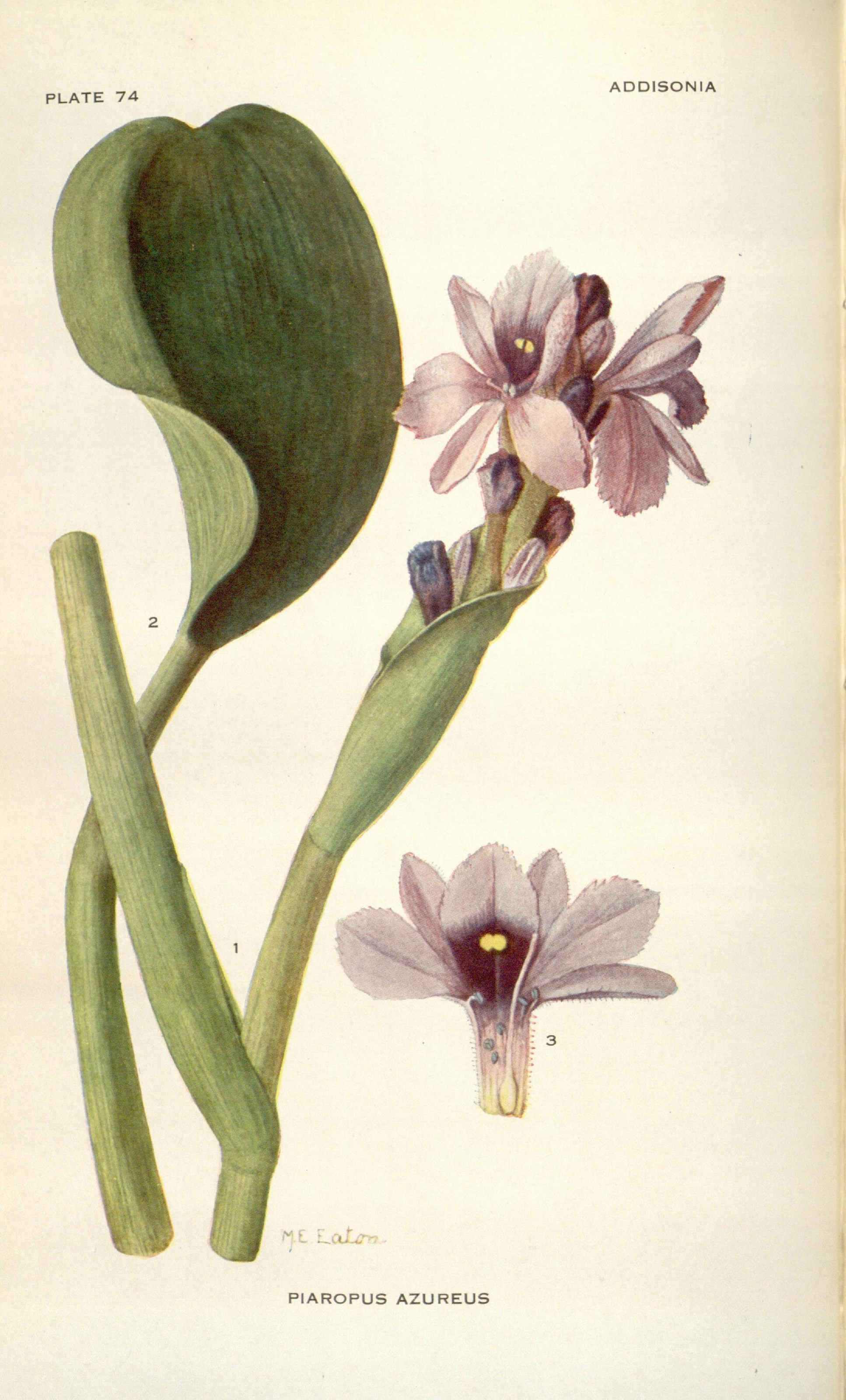
Illustration aus Addisonia, Tafel 074 von Pontederia azurea

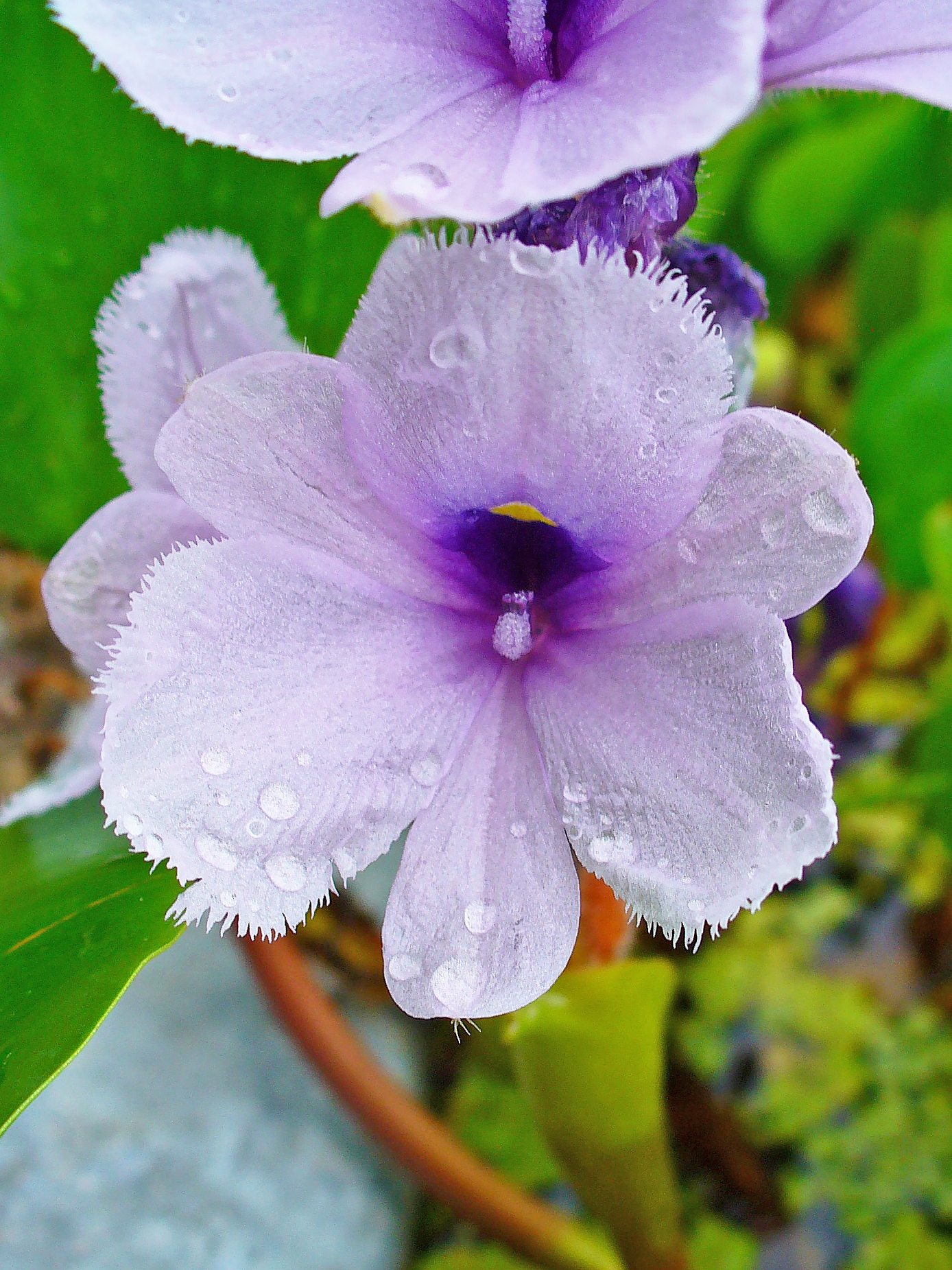
Zygomorphe Blüte von Pontederia azurea

### Vegetative Merkmale
Pontederia-Arten sind meistens ausdauernde, manchmal einjährige krautige Pflanzen. Diese Sumpf- oder Wasserpflanzen wurzeln im schlammigen Boden oder gedeihen freiflutend. Bei den im Boden verankerten Arten sind kurze Rhizome vorhanden. Die Wurzeln sind dünn, faserig oder schwammig. Die submersen Stängel wachsen zur Wasseroberfläche oder die emersen Stängel sind selbständig aufrecht bis niederliegend oder kriechend. Die Stängel sind innen weich bis schwammartig. Die Stängel verzweigen sich an ihrer Basis oder selten in der oberen Hälfte; sie können an ihren basalen Knoten oder an ihrer gesamten Länge Wurzeln ausbilden. Die Internodien können sehr kurz oder lang sein. Bei einigen Arten können Stolonen gebildet werden.
Bei einigen Arten liegt Heterophyllie vor. Die Laubblätter sind haltbar oder kurzlebig. Die untergetauchten, flutenden oder über der Wasseroberfläche stehenden Laubblätter sind in grundständigen Rosetten angeordnet und sitzend oder am Stängel verteilt angeordnet und gestielt. Die Blattstiele können kaum erkennbar oder relativ lang sein. Bei den Unterwasserblättern sind die Blattspreiten linealisch. Die einfachen, häutigen bis ledrigen Blattspreiten der anderen Laubblätter sind herz- bis nierenförmig, elliptisch, lanzettlich, eiförmig oder verkehrt-eiförmig bis kreisförmig sein mit stumpfem bis zugespitztem oberen Ende. Es liegt Paralleladerung vor, wobei die Blattadern je nach Spreitenform mehr oder weniger in Bögen verlaufen.

### Blütenstände und Blüten
Die zusammengesetzten Gesamtblütenstände sind sehr unterschiedlich aus Teilblütenständen aufgebaut. Es gibt oft einen Hauptblütenstand, bei dem sich auf einem Blütenstandsschaft ein verzweigter thyrsenförmiger Blütenstand mit vielen Blüten befindet. Es sind meist keine Deckblätter vorhanden. Es sind keine oder nur kaum erkennbare bis kurze Blütenstiele vorhanden.
Die zwittrigen Blüten sind zygomorph und dreizählig. Es gibt zwei Kreise mit je drei Blütenhüllblättern; die Blütenhüllblätter des äußeren und des inneren Kreises sind ungleich. Die Blütenhüllblätter sind selten nur an ihrer Basis, meist bis etwa der Hälfte ihrer Länge glocken-, trichter- oder stieltellerförmig verwachsen und bilden ein Hypanthium. Die Farben der Blütenhüllblätter sind weiß über hellrosa-, rosa-, malvenfarben, von hell- bis bläulich-violett bis purpurfarben. Die freien Bereiche der Blütenhüllblätter sind elliptisch bis länglich oder verkehrt-eiförmig. Die Anordnung der Blütenhüllblätter ist meist drei obere sowie drei untere, selten fünf obere und ein unteres. Das zentrale obere Blütenhüllblatt besitzt meist ein Saftmal, das aus ein bis zwei gelben bis grünen Flecken besteht, die meist von einem dunkel-purpurfarbenen bis bläulich-purpurfarbenen, selten weißen verschwommenen Fleck umgeben sind; nach der Anthese verdreht es sich spiralig oder biegt sich zurück.
Von den sechs Staubblättern besitzen die unteren drei kürzere Staubfäden als die oberen; bei manchen Arten ist der untere Staubfaden am längsten. Die bleistiftförmigen Staubfäden sind J-förmig oder zurück sowie abwärts gekrümmt und kahl bis drüsig flaumig behaart. Die meist dorsifixen, manchmal basifixen Staubbeutel sind länglich bis elliptisch oder pfeilförmig und öffnen sich mit Rissen oder Poren; der unterste Staubbeutel besitzt manchmal eine abweichende Farbe als die anderen. Die drei Fruchtblätter sind zu einem oberständigen, dreikammerigen Fruchtknoten verwachsen; alle drei oder nur ein Fruchtblatt ist fertil und entwickelt sich bis zur Fruchtreife. Es ist nur eine oder mehrere Samenanlagen vorhanden und die Plazentation zentralwinkelständig (axile). Septalnektarien sind meist vorhanden. Die Stellung der Griffel ist bei einigen Arten sehr unterschiedlich: es kommt Pseudo-Homostylie, Tristylie und Enantiostylie (Schiefgriffligkeit) vor. Der Griffel ist J-förmig und kahl oder drüsig flaumig behaart. Die Narben sind kopfig bis dreilappig, selten dreiteilig.

### Früchte und Samen
Bei den Arten der Gattung Pontederia s. l. sind die Früchte sehr unterschiedlich: Es können Kapselfrüchte sein, die sich = lokulizid fachspaltig oder unregelmäßig öffnen. Selten sind es hell- bis mittelbraune, ellipsoide bis verkehrt-längliche oder fast kugelige bis eiförmige, selten birnenförmige Achänen, die durch die haltbare Basis des Griffels bespitzt sind. Das Anthokarp ist dünn oder verhärtet, glatt oder gerippt; diese Rippen können ornamentiert sein.
Die Samen sind mehr oder weniger breit verkehrt-länglich oder ellipsoid bis fast kugelig oder eiförmig bis gekrümmt schmal-eiförmig. Die Samenschale (Testa) ist braun bis hell-braun und zwischen den Flügeln meist querverlaufend gestreift. Am Samen sind oft längsverlaufende auffällige bis unauffällige Flügel vorhanden. Die häutigen Flügel sind selten glatt, sondern meist querverlaufend gestreift. Es ist ein Funiculus vorhanden, das Hilum ist punktiert und die Embryotega ist dorsal, nicht bespitzt sowie dunkler als der Rest des Samens.

## Ökologie

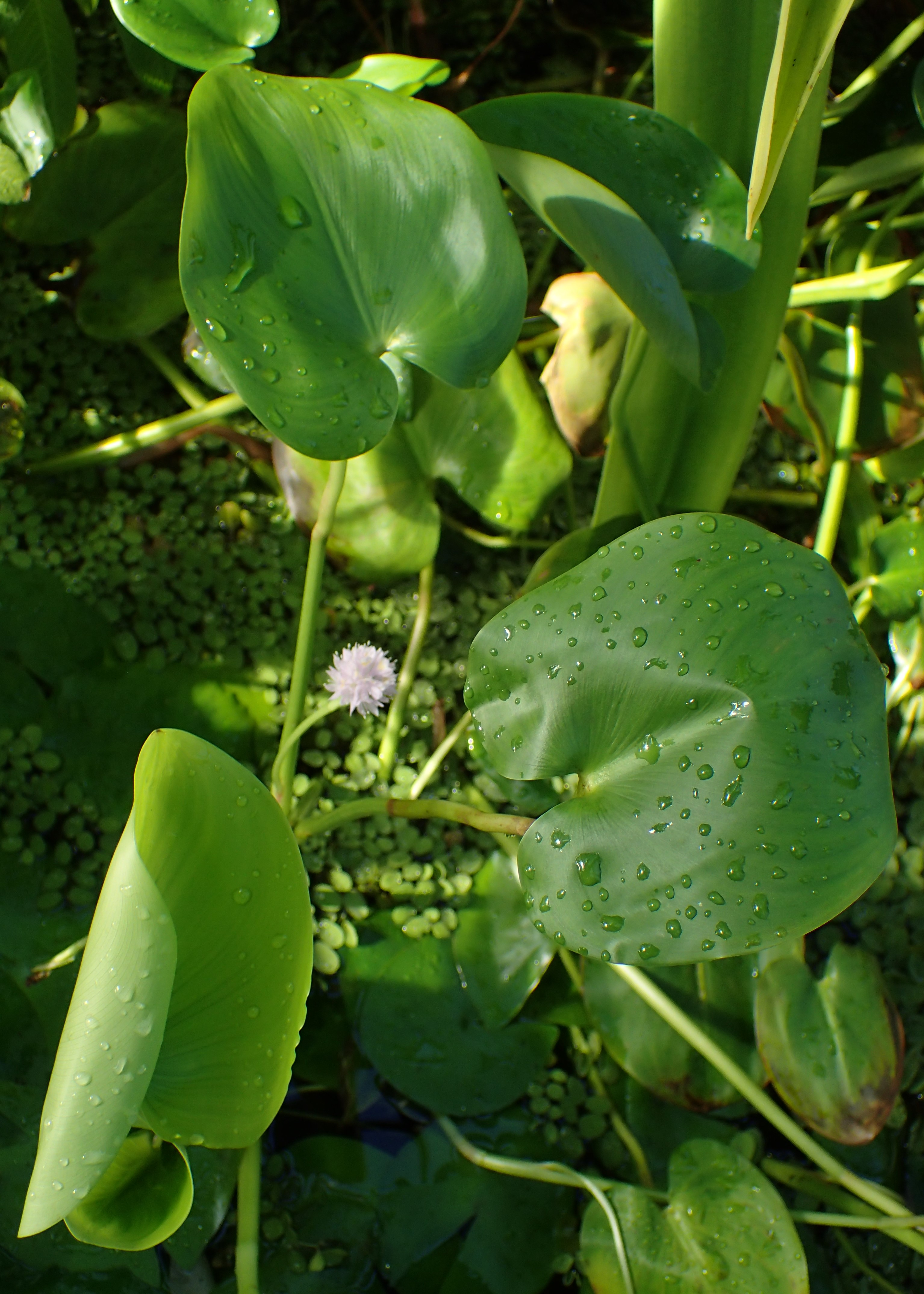
Laubblätter und Blütenstand des Rundblättrigen Hechtkraut (Pontederia rotundifolia)

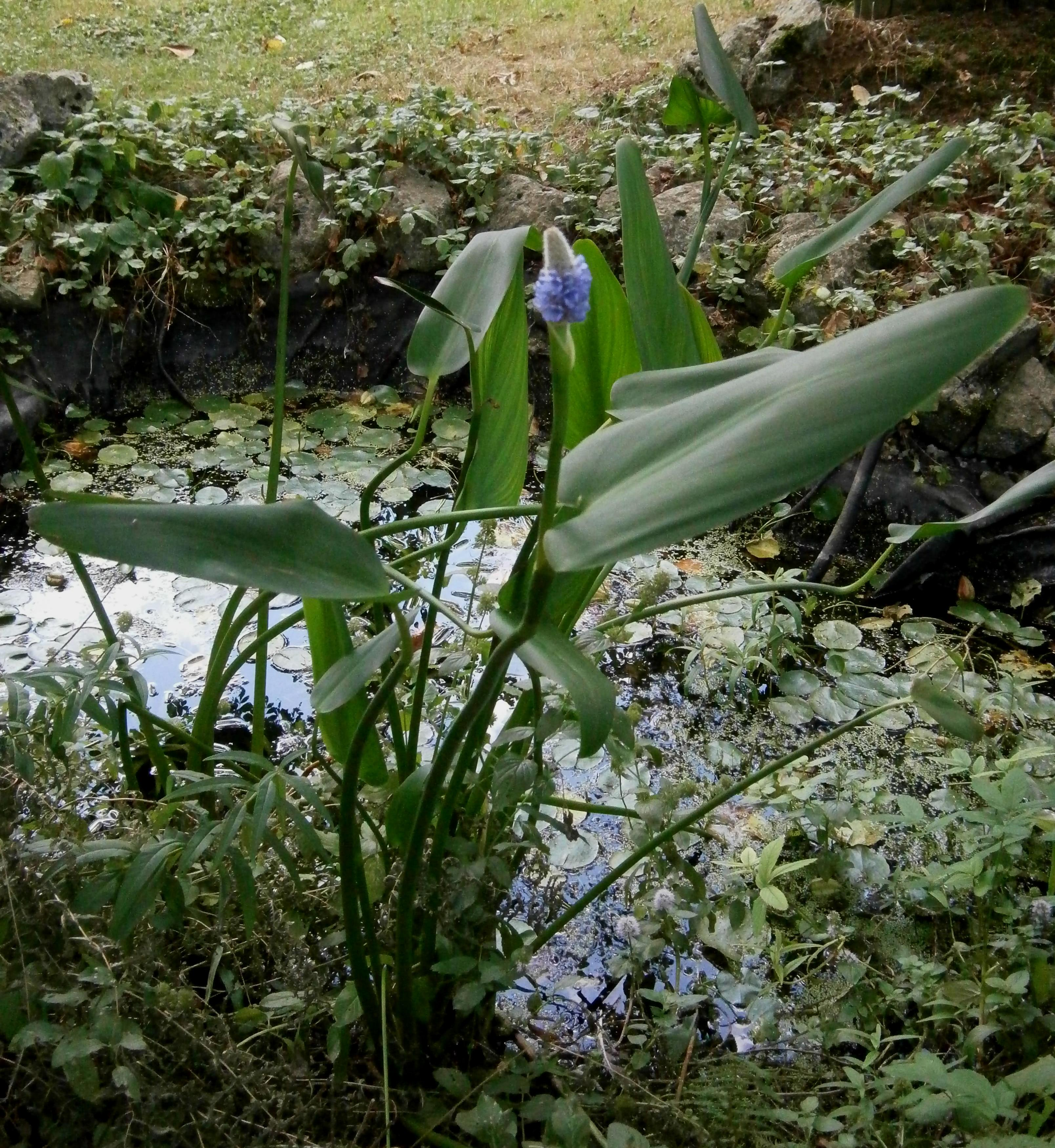
Habitus und Blütenstand von Pontederia sagittata

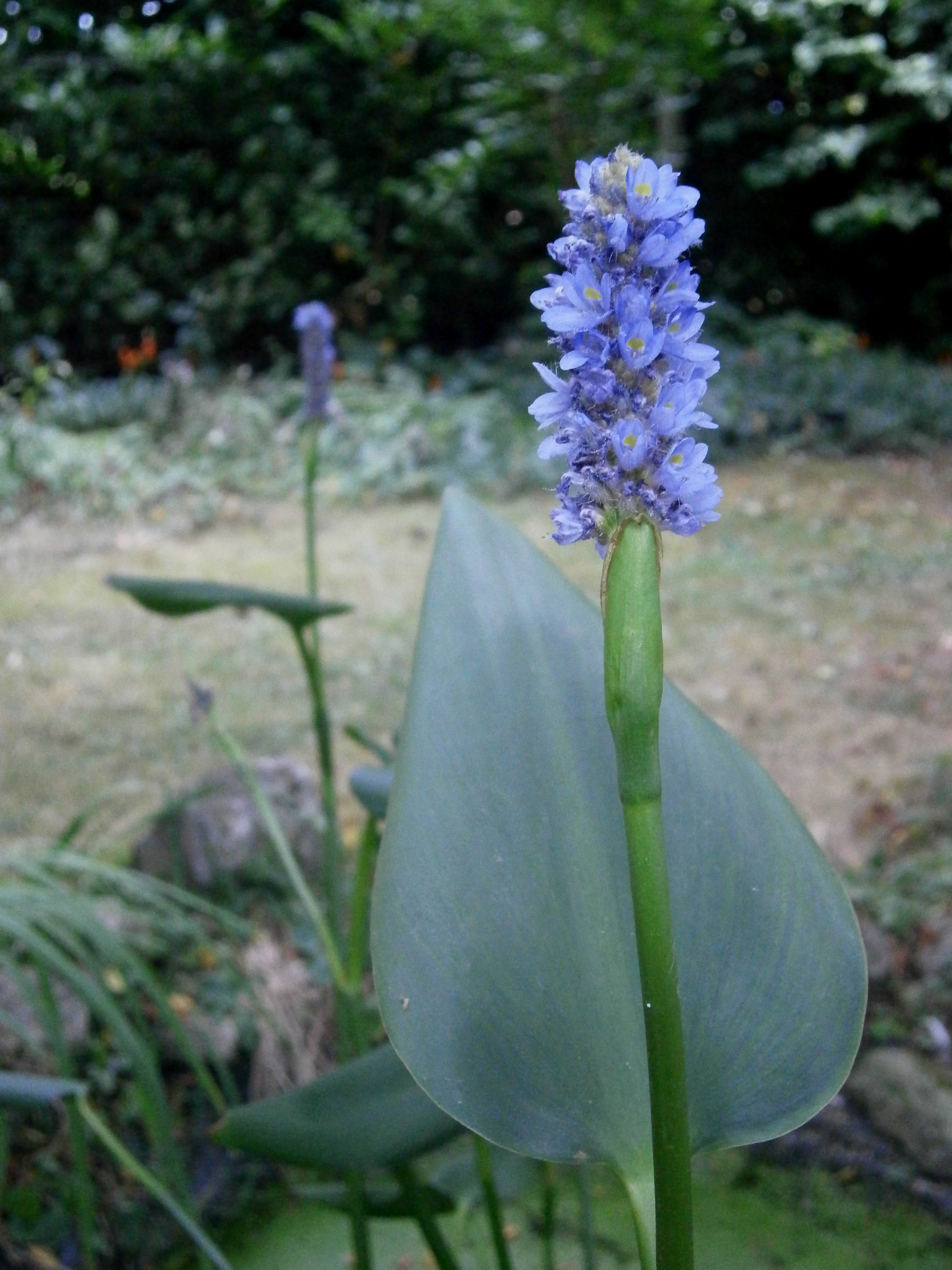
Blütenstand von Pontederia sagittata

Die Arten der Gattung Pontederia s. l. gedeihen als Sumpf- und Wasserpflanzen; sind also Helophyten oder Hydrophyten. Typisch für die Pontederia-Arten sind die sandbindenden Wurzeln, die in den verwandten Familien nicht vorkommen.

## Systematik und Verbreitung
Die Gattung Pontederia wurde 1753 durch Carl von Linné in Species Plantarum, Tomus 1, S. 288 aufgestellt. Der Gattungsname Pontederia ehrt den italienischen Botaniker Giulio Pontedera (1688–1757). Als Lectotypusart wurde 1913 durch Nathaniel Lord Britton und Addison Brown in An illustrated flora of the northern United States, …, 2. Auflage, Band 1, S. 462 Pontederia cordata L. festgelegt. Bis 2018 sind Synonyme für Pontederia L. s. str.: Michelia Adans. nom. illeg., Narukila Adans., Umsema Raf., Unisema Raf., Pontederas Hoffmanns., Reussia Endl. nom. cons., Kadakia Raf., Hirschtia K.Schum. ex Schwartz.
Die Gattung Pontederia gehört zur Familie der Pontederiaceae.
Die vorletzte Revision der Gattung Pontederia s. str. erfolgte 1973 durch Richard Max Lowden in A revision of the genus Pontederia L. in Rhodora, Volume 75, S. 426–487. Pellegrini et al. gliederten 2018 entsprechend phylogenetischer Daten die Pontederiaceae neu; dabei wurde der Umfang der Gattung Pontederia deutlich erweitert.
Seit 2018 sind Synonyme für Pontederia L. s. l.: Cabanisia Kotschy ex Schltdl., Calcarunia Raf., Carigola Raf., Eichhornia Kunth nom. cons., Gomphima Raf., Hirschtia K.Schum. ex Schwartz, Kadakia Raf., Leptosomus Schltdl., Limnostachys F.Muell., Michelia Adans. nom. illeg., Monochoria C.Presl, Narukila Adans., Piaropus Raf. nom. rej., Pontederas Hoffmanns., Reussia Endl. nom. cons., Umsema Raf., Unisema Raf. Es gab bis 2018 etwa sechs Arten in der Gattung Pontederia s. str., seit 2018 gibt es etwa 27 Arten in der Gattung Pontederia s. l.:
Pellegrini et al. gliederten 2018 Pontederia L. s. l. in fünf Untergattungen:
- Untergattung Pontederia subg. Cabanisia (Klotzsch ex Schltdl.) M.Pell. & C.N.Horn: Sie hat seit 2018 den Rang einer Untergattung.[1] Die etwa drei Arten sind von Mexiko über Zentral- bis Südamerika verbreitet:[1]
  - Pontederia meyeri (A.G.Schulz) M.Pell. & C.N.Horn (Syn.: Eichhornia meyeri A.G.Schulz): Es kam zu Verwechslungen mit Pontederia paniculata und 2018 wurde diese Art mit der Neukombination reaktiviert. Sie kommt in Argentinien, Paraguay und in den brasilianischen Bundesstaaten Ceará, Mato Grosso sowie Mato Grosso do Sul vor.[1]
  - Pontederia paniculata Spreng. (Syn.: Eichhornia paniculata (Spreng.) Solms, Piaropus paniculatus (Spreng.) Small, Cabanisia caracasana Klotzsch ex Schltdl.): Sie besitzt ein disjunktes Areal in Mexiko, Nicaragua, Kuba, Jamaika, Kolumbien, Ecuador, Venezuela, Guyana und in den nordöstlichen brasilianischen Bundesstaaten Alagoas, Bahia, Ceará, Paraíba, Pernambuco, Rio Grande do Norte sowie Sergipe.[1]
  - Pontederia paradoxa Mart. (Syn.: Eichhornia paradoxa (Mart.) Solms, Eichhornia schultesiana Seub.): Sie besitzt ein disjunktes Areal in Guatemala, Costa Rica, Venezuela und in den nördlichen bis nordöstlichen brasilianischen Bundesstaaten Pará, Bahia, Ceará sowie Rio Grande do Norte.[1]

- Untergattung Pontederia subg. Monochoria (C.Presl) M.Pell. & C.N.Horn: Sie hat seit 2018 den Rang einer Untergattung und enthält etwa zehn Arten:[1]
  - Pontederia africana (Solms) M.Pell. & C.N.Horn (Syn.: Monochoria africana (Solms) N.E.Br., Monochoria vaginalis var. africana Solms): Sie ist vom Sudan bis Südafrika weitverbreitet.[1][6]
  - Pontederia australasica (Ridl.) M.Pell. & C.N.Horn (Synn.: Monochoria australasica Ridl.): Sie kommt nur im nördlichen Australien vor.[1][6]
  - Pontederia brevipetiolata (Verdc.) M.Pell. & C.N.Horn (Syn.: Monochoria brevipetiolata Verdc.): Sie ist im tropischen Westafrika bis Zentralafrika verbreitet.[1][6]
  - Pontederia cyanea (F.Muell.) M.Pell. & C.N.Horn (Syn.: Monochoria cyanea (F.Muell.) F.Muell.): Sie kommt in den australischen Bundesstaaten New South Wales, Queensland, Western Australia sowie Northern Territory vor.[1]
  - Pontederia elata (Ridl.) M.Pell. & C.N.Horn (Syn.: Monochoria hastata var. elata (Ridl.) Backer, Monochoria elata Ridl.): Sie hat seit 2018 den Rang einer Art.: Sie kommt im südlichen China, Myanmar, Thailand und Malaysia vor.[1][6]
  -  Pontederia hastata L. (Syn.: Monochoria hastata (L.) Solms, Syn.: Monochoria hastifolia C.Presl): Sie ist weitverbreitet von Sri Lanka, Indien, Bhutan, Nepal, Myanmar, Kambodscha, China, Vietnam, Indonesien bis Malaysia und im nördlichen Australien.[1][6]
  - Pontederia korsakowii (Regel & Maack) M.Pell. & C.N.Horn (Syn.: Monochoria korsakowii Regel & Maack, Monochoria vaginalis var. korsakowii (Regel & Maack) Solms): Sie ist von Sri Lanka, Indien, Pakistan, China, Russland, Vietnam, Korea, Japan, Malaysia bis Indonesien weitverbreitet.[1]
  - Pontederia plantaginea Roxb. (Syn.: Boottia mairei H.Lév., Monochoria junghuhniana Hassk., Monochoria linearis (Hassk.) Miq., Monochoria ovata Kunth, Monochoria plantaginea (Roxb.) Kunth, Monochoria vaginalis var. angustifolia G.X.Wang, Monochoria vaginalis var. plantaginea (Roxb.) Solms, Pontederia alba Buch.-Ham. ex Wall. nom. nud., Pontederia cernua L. ex B.D.Jacks. nom. nud., Pontederia lanceolata Wall. ex Kunth, Pontederia linearis Hassk., Pontederia ovata Hook. & Arn. nom. illeg. non Pontederia ovata L. Pontederia racemosa Buch.-Ham. ex Wall. nom. nud.): Sie ist von Sri Lanka, Indien, Bangladesch, Nepal, Myanmar, Thailand, Kambodscha, Vietnam, China bis Indonesien und Australien weitverbreitet.[1]
  - Pontederia vaginalis Burm. f. (Syn.: Gomphima vaginalis (Burm. f.) Raf., Monochoria hastifolia C.Presl. nom. illeg., Monochoria vaginalis (Burm. f.) C.Presl ex Kunth): Sie ist vom tropischen und subtropischen Asien, Malesien bis ins nördliche Australien und Ozeanien weitverbreitet.[1][6]
  - Pontederia valida (G.X.Wang & Nagam.) M.Pell. & C.N.Horn (Syn.: Monochoria valida G.X.Wang & Nagam.): Sie kommt im südlichen China und in Thailand vor.[1]

- Untergattung Pontederia subg. Eichhornia (Kunth) M.Pell. & C.N.Horn (Syn.: Eichhornia Kunth, Leptosomus Schltdl.): Sie hat seit 2018 den Rang einer Untergattung.[1] Von den vier Arten gedeihen drei in der Neotropis und eine kommt im kontinentalen Afrika sowie in Madagaskar vor.:[1]
  - Pontederia azurea Sw. (Syn.: Eichhornia azurea (Sw.) Kunth, Piaropus azureus (Sw.) Raf.): Sie ist von Mexiko über Zentralamerika bis Uruguay verbreitet.[1]
  - Pontederia diversifolia (Vahl) M.Pell. & C.N.Horn (Syn.: Eichhornia diversifolia (Vahl) Urb., Heteranthera diversifolia Vahl): Sie ist von Zentralamerika und auf Karibischen Inseln bis Südamerika weitverbreitet.[1]
  - Pontederia heterosperma (Alexander) M.Pell. & C.N.Horn (Syn.: Eichhornia heterosperma Alexander): Sie ist von Zentralamerika und Kuba bis Südamerika weitverbreitet.[1]
  - Pontederia natans P.Beauv. (Syn.: Eichhornia natans (P.Beauv.) Solms, Leptosomus natans (P.Beauv.) Schltdl.): Sie ist in Afrika und Madagaskar weitverbreitet.[1]

- Untergattung Pontederia subg. Oshunae M.Pell. & C.N.Horn: Sie wurde 2018 aufgestellt und enthält nur eine Art:[1]
  - Dickstielige Wasserhyazinthe (Pontederia crassipes Mart., Syn.: Eichhornia crassipes (Mart.) Solms, Piaropus mesomelas Raf. nom. illeg.): Sie ist in Südamerika weitverbreitet und vielen Gebieten der Welt ein Neophyt.[1]
- Untergattung Pontederia subg. Pontederia: Im Rang einer Untergattung enthält sie etwa sieben Arten, die alle aus der Neuen Welt stammen:[1]
  - Herzblättriges Hechtkraut (Pontederia cordata L., Syn.: Pontederia lancifolia Muhl., Pontederia cordata var. lancifolia (Muhl.) Torr.): Das Verbreitungsgebiet reicht vom östlichen Kanada bis Venezuela, Kuba, Brasilien und Argentinien.[1][6]
  - Pontederia ovalis Mart. ex Schult. & Schult. f. (Syn.: Pontederia cordata var. ovalis (Mart. ex Schult. & Schult. f.) Solms): Sie ist von Zentral- bis ins tropische Südamerika weitverbreitet.[1][6]
  - Pontederia parviflora Alexander: Sie ist von Panama über Kolumbien und das nordwestliche Venezuela bis Brasilien verbreitet.[1][6]
  - Rundblättriges Hechtkraut (Pontederia rotundifolia L. f., Syn.: Reussia rotundifolia Castellanos): Sie ist von Mexiko über Zentral- bis ins tropische Südamerika weitverbreitet.[6]
  - Pontederia sagittata C.Presl (Syn.: Pontederia cordata var. sagittata (C.Presl) Schery): Sie ist von Mexiko über Guatemala, Honduras, Costa Rica bis Panama und im östlichen Brasilien verbreitet.[1][6]
  - Pontederia subovata (Seub.) Lowden (Syn.: Reussia subovata (Seub.) Solms, Eichhornia subovata Seub.): Sie ist im tropischen Südamerika verbreitet.[1][6]
  - Pontederia triflora (Seub.) G.Agostini, D.Velázquez & J.Velásquez (Syn.: Reussia triflora Endl. ex Seub.): Sie kommt vom östlichen Kolumbien bis Guayana und dem östlichen Bolivien vor.[1][6]

## Beschreibung und Vorkommen vonPontederias.str.

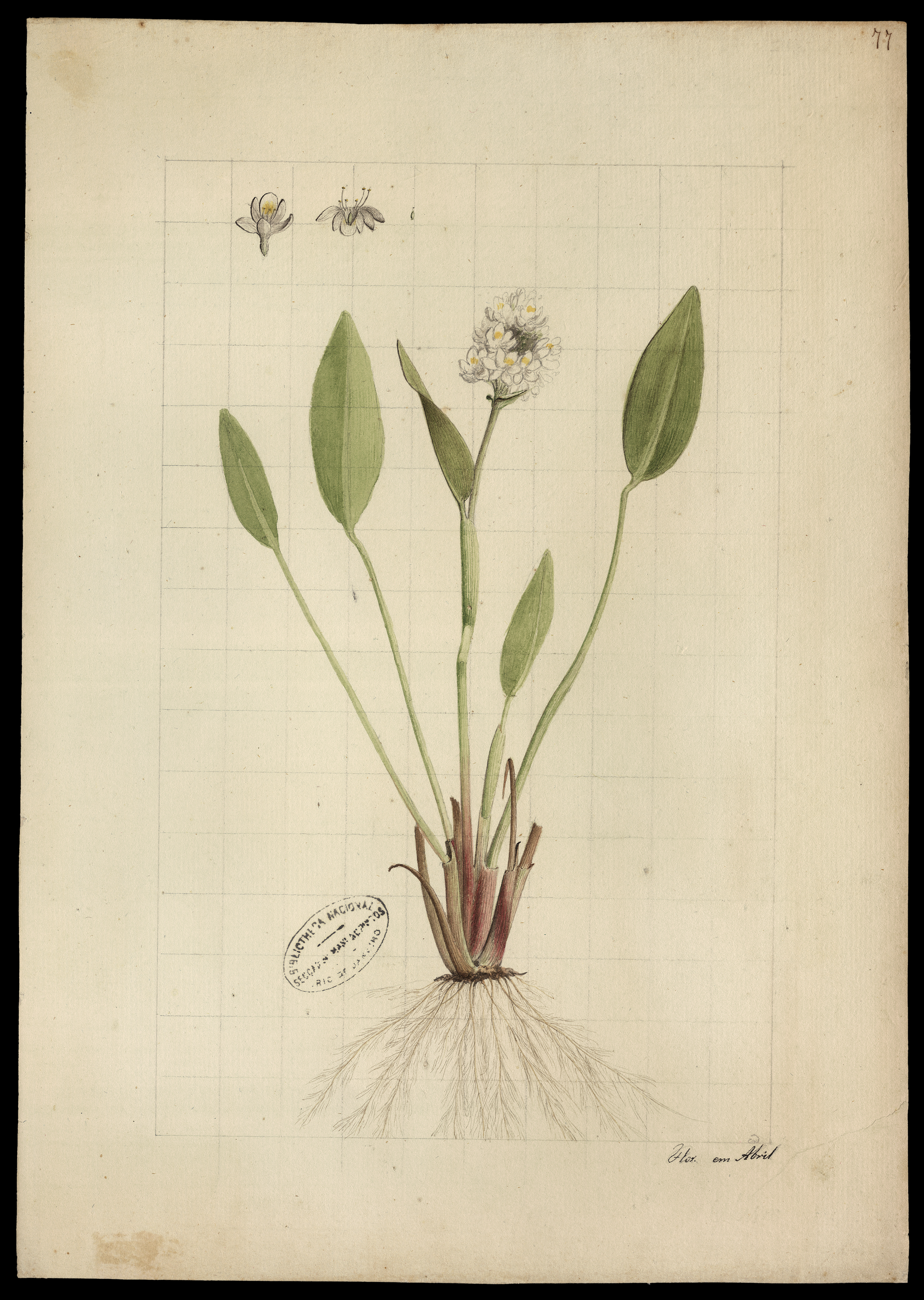
Illustration aus Coleção Brasiliana Iconográfica von Pontederia ovalis

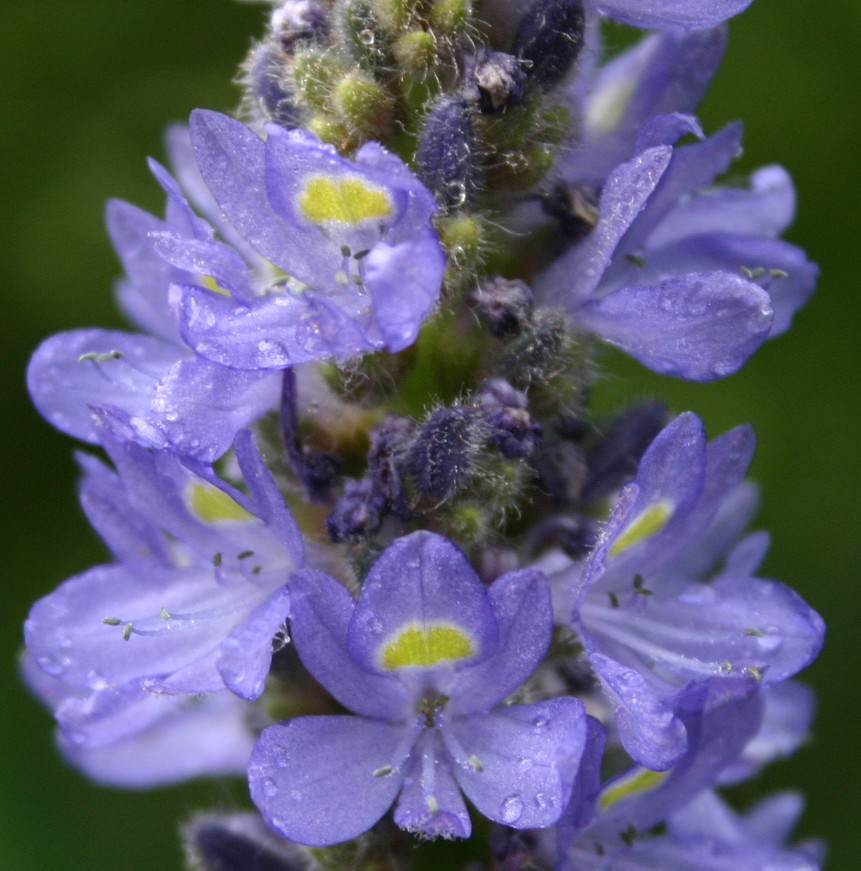
Ausschnitt eines Blütenstandes von Pontederia cordata mit zygomorphen Blüten

### Erscheinungsbild und Blätter
Pontederia-Arten sind meistens ausdauernde, manchmal einjährige krautige Pflanzen. Diese Sumpf- oder Wasserpflanzen wurzeln im schlammigen Boden. Die submersen Stängel wachsen zur Wasseroberfläche oder es sind Rhizome vorhanden.
Es liegt Heterophyllie vor. Die untergetauchten, flutenden oder über der Wasseroberfläche stehenden Laubblätter sind in grundständigen Rosetten angeordnet und sitzend oder am Stängel verteilt angeordnet und gestielt. Bei den Unterwasserblättern sind die Blattspreiten linealisch. Die einfachen Blattspreiten der anderen Laubblätter sind herz- bis nierenförmig mit stumpfem bis zugespitztem oberen Ende. Es liegt Paralleladerung vor, wobei die Blattadern je nach Spreitenform mehr oder weniger in Bögen verlaufen.

### Blütenstände und Blüten
Die submersen bis die Wasseroberfläche erreichenden oder emersen, drüsig-flaumig oder fein behaarten Blütenstandsschäfte sind unterhalb der ersten Knoten (Nodium) etwas verschmälert. Es sind zwei unterschiedliche Hochblätter (Brakteen) vorhanden, das untere ist laubblattähnlich. Das andere Hochblatt ist eine gefaltete Spatha mit spitzem bis zugespitztem oberen Ende. Die ährigen Blütenstände verlängern sich während der Blütezeit und enthalten meist 50 oder mehr Blüten. Es sind nur kaum erkennbare bis kurze Blütenstiele vorhanden.
Die nur einen Tag geöffneten, zwittrigen Blüten sind zygomorph und dreizählig. Die sechs ungleichen Blütenhüllblätter sind bis etwa der Hälfte ihrer Länge trichterförmig verwachsen. Die kahlen oder drüsig behaarten Blütenhüllblätter sind malvenfarben, blau oder weiß. Der freie Bereich der Blütenhüllblätter ist zweilippig. Die dreilappige Oberlippe besitzt einen breiteren Mittellappen mit gelbem Fleck; die Unterlippe ist ebenfalls dreilappig. Die freien Bereiche der Blütenhüllblätter sind länglich bis verkehrt-lanzettlich mit stumpfem bis zugespitztem oberen Ende. Bei einigen Arten ist Heterostylie (hier Tristylie) vorhanden. Von den sechs Staubblättern besitzen die unteren drei kürzere purpurfarbene Staubfäden als die oberen. Die gelben Staubbeutel sind eiförmig bis länglich. Die drei Fruchtblätter sind zu einem oberständigen, dreikammerigen Fruchtknoten verwachsen, aber nur ein Fruchtblatt entwickelt sich bis zur Fruchtreife. Es ist nur eine Samenanlage vorhanden. Es sind ein bis drei Griffel vorhanden.

### Früchte und Samen
Es wird ein eiförmiger Fruchtschlauch ausgebildet, der stachelige, gezähnte oder glatte Längsfurchen besitzt. Die einsamige Nussfrucht ist eiförmig mit glatter Oberfläche.

### Vorkommen
Die Gattung Pontederia s. str. ist in der Neuen Welt weitverbreitet. Ihr Zentrum der Artenvielfalt liegt in Zentralamerika. Die Pontederia-Arten gedeihen im Süßwasser oder Marschgebieten entlang der Küsten.
Einige Arten sind Neophyten in tropischen bis subtropischen Gebieten.

## Beschreibung der UntergattungPontederiasubg.Oshunae
Sie enthält nur eine Art:
- Dickstielige Wasserhyazinthe (Pontederia crassipes Mart.)

### Vegetative Merkmale

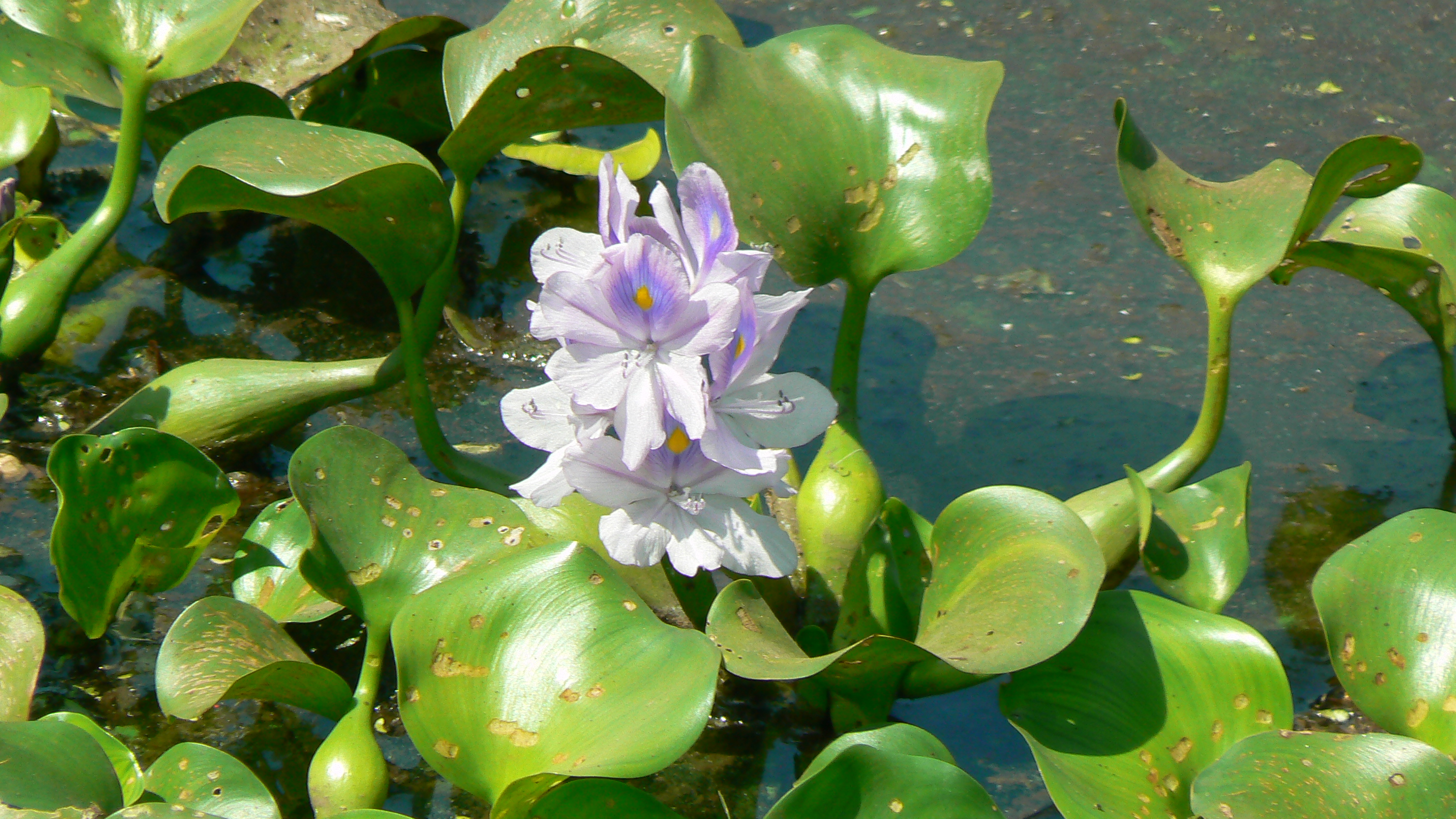
Habitus, Laubblätter und Blütenstand der Dickstieligen Wasserhyazinthe (Pontederia crassipes)

Sie eine freiflutende, ausdauernde krautige Pflanze. Die unscheinbaren, kurzen Sprossachsen sind unverzweigt und bilden Stolonen. Die sitzenden Laubblätter sind schnellvergänglich.
Die wechselständig und spiralig gehäuft am oberen Ende der Sprossachse angeordneten Laubblätter sind in Blatthäutchen, -stiel und -spreite gegliedert. Das Blatthäutchen ist fächerförmig. Der Blattstiel ist aufgeblasen. Die einfache Blattspreite ist breit-eiförmig, herz- oder nierenförmig.

### Generative Merkmale
Unter dem Blütenstand befindet sich ein Blatt, das nicht aufgeblasen ist. Der Gesamtblütenstand ist endständig. Das basale Tragblatt ist röhrig. Die wechselständig angeordneten Teilblütenstände sind Wickel, die jeweils nur ein oder zwei sitzende Blüten enthalten.
Die zwittrige Blüte ist zygomorph und dreizählig. Es sind drei obere und drei untere Blütenhüllblätter vorhanden; sie sind röhrig, stieltellerförmig verwachsen. Das obere zentrale Blütenhüllblatt besitzt ein Saftmal, das nur aus einem gelben Fleck, der von einem dunkel- bis bläulich-purpurfarbenen Fleck umgeben ist. Die Staubblätter weisen zwei Formen auf. Die untereinander freien Staubfäden sind J-förmig und drüsig flaumig behaart. Es liegt Tristylie vor. Drei Fruchtblätter sind zu einem Fruchtknoten verwachsen, dessen drei Fruchtknotenkammern alle fertil sind und viele Samenanlagen enthalten. Es sind Septalnektarien vorhanden. Der drüsig behaarte Griffel endet in einer kopfigen bis dreilappigen Narbe.
Die Blütenhüllblätter drehen sich nach der Anthese spiralig ein und verschmelzen mit der Frucht oder umgeben sie locker. Die verkehrt-längliche Kapselfrucht öffnet sich fachspaltig = lokulizid. Das Anthokarp ist dünn und glatt. Die länglichen Samen sind längsverlaufend geflügelt.

## Beschreibung der UntergattungPontederiasubg.Eichhornia

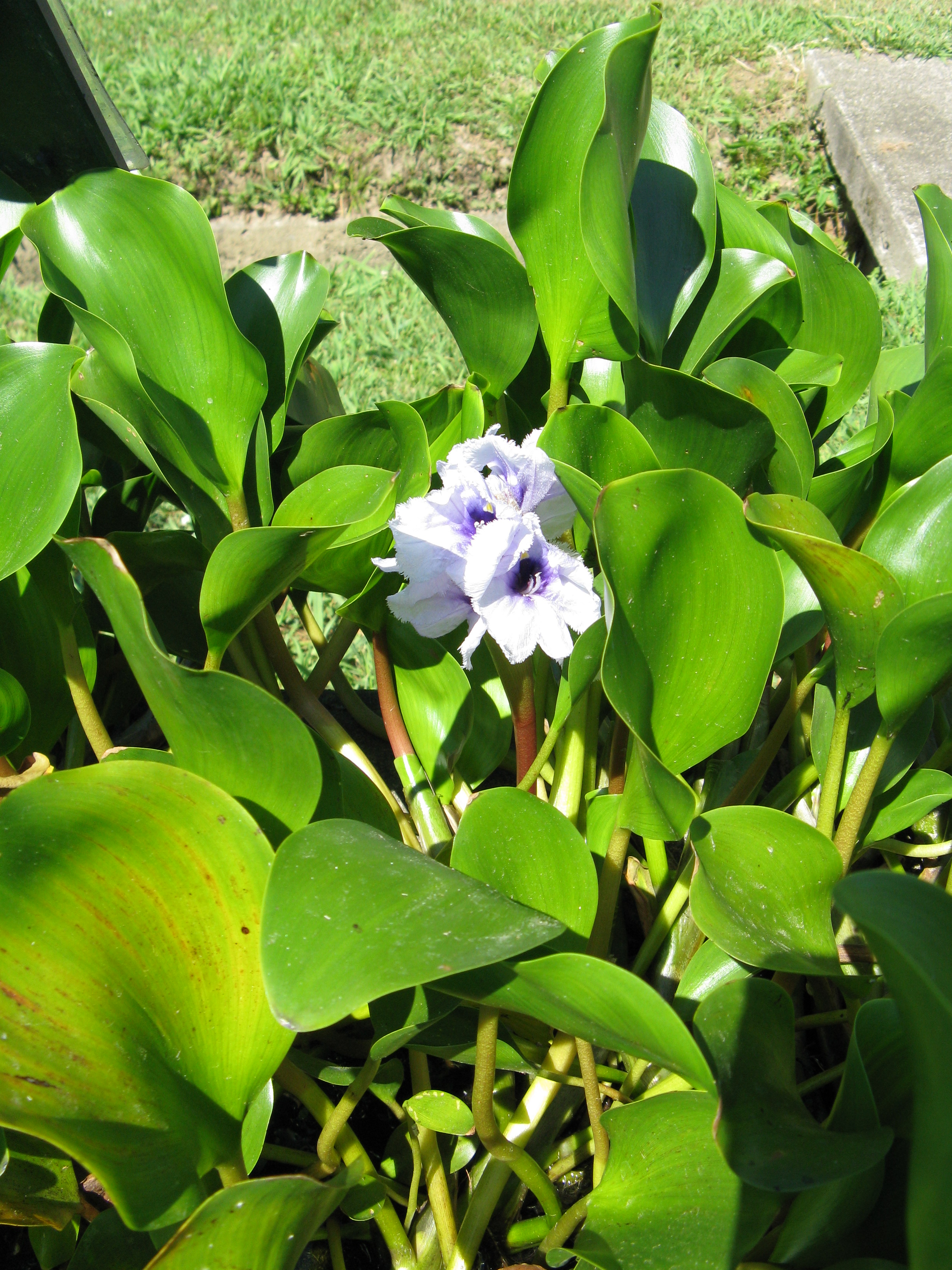
Eichhornia azurea

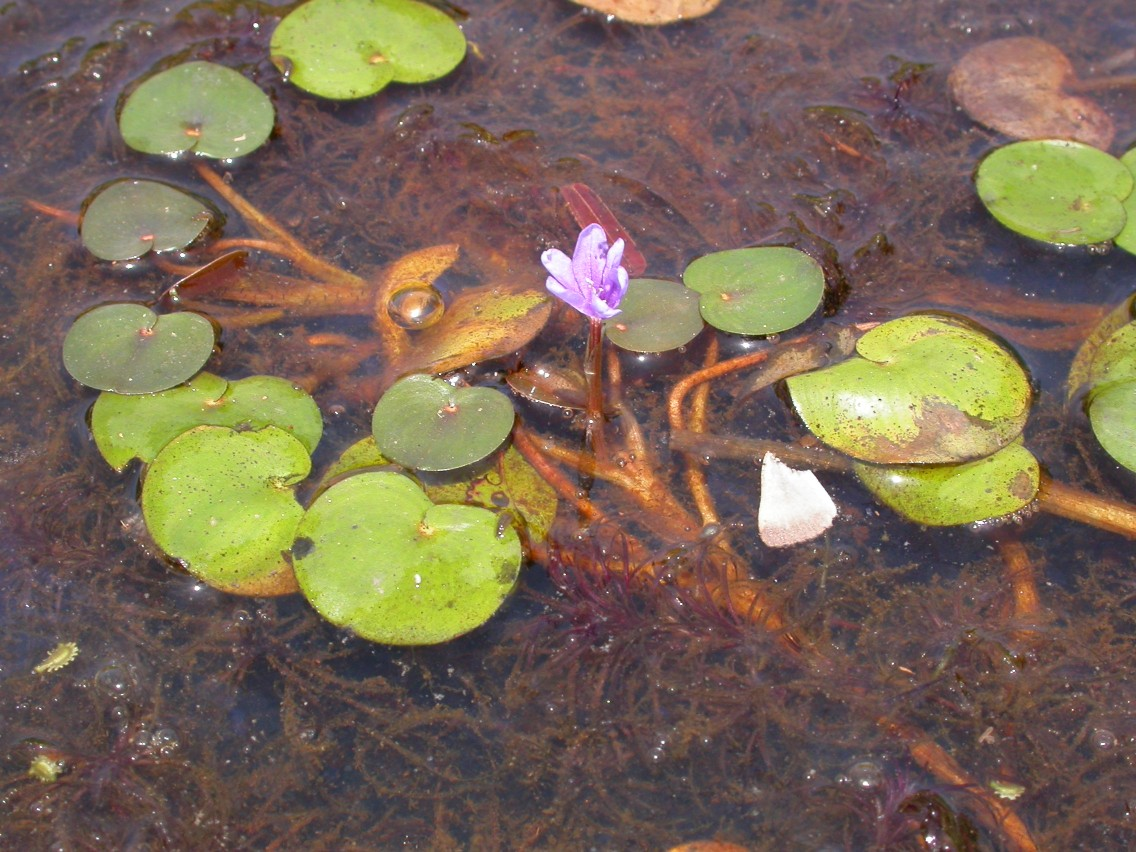
Eichhornia natans

### Vegetative Merkmale
Die Arten dieser Untergattung sind ausdauernde krautige Pflanzen. Es ist ein kurzes, unscheinbares Rhizom vorhanden. Die Sprossachsen sind einfach oder verzweigt und innen schwammig.
Die wechselständig und zweizeilig in etwa gleichen Abständen an der Sprossachse angeordneten Laubblätter sind sitzend oder gestielt und sind lange haltbar. Das Blatthäutchen ist gestutzt. Der Blattstiel ist, anders als bei Pontederia crassipes, nicht aufgeblasen. Die einfachen Blattspreiten sind herzförmig oder eiförmig bis mehr oder weniger breit verkehrt-eiförmig oder gerundet.

### Generative Merkmale
Auf achsel- oder endständigen Blütenstandsschäften befinden sich die Gesamtblütenstände oberhalb der Wasseroberfläche. Die Blütenstände besitzen ein basales röhriges Tragblatt. Die wechselständig und sitzend bis fast sitzend angeordneten Teilblütenstände sind Wickel und enthalten jeweils ein bis drei sitzende Blüten.
Die zwittrigen Blüten sind dreizählig und zygomorph. Es sind meist drei obere und drei untere Blütenhüllblätter vorhanden, selten fünf obere und ein unteres; sie sind röhrig, trichterförmig verwachsen und die freien Teile der Blütenhüllblätter sind nach der Anthese zurückgebogen. Das zentrale obere Blütenhüllblatt besitzt ein Saftmal. Die Staubblätter sind unterschiedlich geformt. Die untereinander freien Staubfäden sind J-förmig und drüsig flaumig behaart. „Eichhornia“-Arten sind heterostyl – eine Eigenschaft, die sonst bei den Einkeimblättrigen Pflanzen nicht vorkommt. Die drei Fruchtblätter sind zu einem oberständigen, dreikammerigen Fruchtknoten verwachsen, alle drei Fruchtblätter entwickeln sich weiter zu fertilen Fruchtknotenkammern, die viele Samenanlagen enthalten. Es sind Septalnektarien vorhanden. Der kahle Griffel endet in einer kopfigen bis dreilappigen Narbe.
Die haltbaren Blütenhüllblätter sind mit der sich entwickelnden Frucht verschmolzen oder umhüllen sie locker. Die ellipsoiden bis verkehrt-länglichen Kapselfrüchte öffnen sich fachspaltig = lokulizid oder unregelmäßig. Das Anthokarp ist dünn und glatt. Die fast kugeligen bis breit-länglichen Samen sind längsverlaufend geflügelt.

## Beschreibung der UntergattungPontederiasubg.Monochoria
Es handelt sich um Sumpf- und Wasserpflanzen; sie wachsen emerse oder flutend.

### Vegetative Merkmale
Die Arten dieser Untergattung sind ausdauernde oder einjährige krautige Pflanzen. Es ist ein kurzes bis langes Rhizom vorhanden. Die Sprossachsen sind aufrecht oder niederliegend, im unteren Bereich verzweigt und innen schwammig.
Es sind sitzend früh vergängliche Laubblätter vorhanden. Die wechselständig und zweizeilig bis spiralig am Stängel verteilt oder meist am oberen Ende der Sprossachse konzentriert angeordneten Laubblätter sind in Blatthäutchen, -stiel sowie -spreite gegliedert und lange haltbar. Das Blatthäutchen ist gestutzt. Der Blattstiel ist, anders als bei Pontederia crassipes, nicht aufgeblasen. Die einfachen Blattspreiten sind mehr oder weniger breit herzförmig, selten elliptisch bis schmal-eiförmig.

### Generative Merkmale
Endständig oberhalb eines aufgeblasenen Blattes auf Blütenstandsschäften oder sitzend befinden sich die Gesamtblütenstände. Die Blütenstände besitzen ein basales röhriges Tragblatt mit geschwänztem oder manchmal spitzem bis zugespitztem oberen Ende; es ist selten laubblattähnlich. Die wechselständig und sitzend oder auf einem Blütenstandsschaft angeordneten Teilblütenstände sind Wickel oder bündelig und enthalten jeweils ein bis drei gestielte Blüten.
Die zwittrigen Blüten sind dreizählig und zygomorph oder radiärsymmetrisch. Es sind drei obere und drei untere Blütenhüllblätter vorhanden; sie sind nur an ihrer Basis glockenförmig verwachsen und die freien Teile der Blütenhüllblätter sind nach der Anthese spiralig eingerollt. Das zentrale obere Blütenhüllblatt besitzt kein Saftmal. Die Staubblätter sind unterschiedlich geformt. Die kahlen Staubfäden sind untereinander und mit den Blütenhüllblätter verwachsen und bilden Röhre, die J-förmig oder zurückgebogen ist. Die basifixen Staubbeutel öffnen sich am oberen Ende mit zwei Poren. Es liegt Monostylie und Enantiostylie vor. Die drei Fruchtblätter sind zu einem oberständigen, dreikammerigen Fruchtknoten verwachsen, alle drei Fruchtblätter entwickeln sich weiter zu fertilen Fruchtknotenkammern, die viele Samenanlagen enthalten. Es sind keine Septalnektarien vorhanden. Der kahle Griffel endet in einer kopfigen bis dreilappigen Narbe.
Die haltbaren Blütenhüllblätter sind nicht mit der sich entwickelnden Frucht verschmolzen, aber umhüllen sie eng. Die ellipsoiden, fast kugeligen bis verkehrt-länglichen Kapselfrüchte öffnen sich fachspaltig = lokulizid. Das Anthokarp ist verdickt und gerippt. Die zylindrischen, fast kugeligen, ellipsoiden, eiförmigen bis schmal bis breit verkehrt-länglichen Samen sind längsverlaufend geflügelt.

## Beschreibung der UntergattungPontederiasubg.Cabanisia
Es handelt sich um Sumpf- und Wasserpflanzen.

### Vegetative Merkmale
Die Arten dieser Untergattung sind ausdauernde oder einjährige krautige Pflanzen. Es ist ein kurzes, unscheinbares Rhizom vorhanden. Die Sprossachsen sind aufrecht, im unteren Bereich verzweigt und innen schwammig.
Es sind sitzend früh vergängliche Laubblätter vorhanden. Die wechselständig und spiralig am oberen Ende der Sprossachse konzentriert angeordneten Laubblätter sind in Blatthäutchen, -stiel sowie -spreite gegliedert und lange haltbar. Das Blatthäutchen ist gestutzt. Der Blattstiel ist, anders als bei Pontederia crassipes, nicht aufgeblasen. Die einfachen Blattspreiten sind mehr oder weniger breit herzförmig, selten elliptisch bis lanzettlich oder schmal-eiförmig.

### Generative Merkmale
Endständig oberhalb eines aufgeblasenen Blattes auf Blütenstandsschäften oder sitzend befinden sich die Gesamtblütenstände. Die Blütenstände besitzen ein basales flaches Tragblatt. Die wechselständig und selten sitzend, meist auf einem Blütenstandsschaft angeordneten Teilblütenstände sind Wickel oder bündelig und enthalten jeweils ein bis drei sitzende Blüten.
Die zwittrigen Blüten sind dreizählig und zygomorph. Es sind meist drei obere und drei untere Blütenhüllblätter vorhanden, selten fünf obere und ein unteres; sie sind röhrig, trichterförmig verwachsen und die freien Teile der Blütenhüllblätter sind nach der Anthese spiralig eingerollt. Das zentrale obere Blütenhüllblatt besitzt ein Saftmal. Die Staubblätter sind unterschiedlich geformt. Die untereinander freien Staubfäden sind J-förmig und drüsig flaumig behaart. Es liegt Tristylie vor. Die drei Fruchtblätter sind zu einem oberständigen, dreikammerigen Fruchtknoten verwachsen, alle drei Fruchtblätter entwickeln sich weiter zu fertilen Fruchtknotenkammern, die viele Samenanlagen enthalten. Es sind Septalnektarien vorhanden. Der drüsig flaumig behaarte Griffel endet in einer kopfigen bis dreilappigen Narbe.
Die haltbaren Blütenhüllblätter sind nicht mit der sich entwickelnden Frucht verschmolzen, aber umhüllen sie eng. Die ellipsoiden bis verkehrt-länglichen Kapselfrüchte öffnen sich fachspaltig = lokulizid. Das Anthokarp ist verdickt und gerippt. Die fast kugeligen bis breit-verkehrt-länglichen Samen sind längsverlaufend geflügelt.

## Nutzung
Einige Arten werden als Zierpflanzen für Teiche genutzt. Am häufigsten wird Pontederia cordata in Teich- und Sumpfbereichen von Parks und Gärten verwendet. Die Dickstielige Wasserhyazinthe (Pontederia crassipes) wird als Wasserpflanze verwendet.
Von Pontederia cordata werden die Samen roh, gekocht wie Reis oder getrocknet und zu Mehl gemahlen gegessen. Die Samen besitzen roh einen nussigen Geschmack und sollen auch sehr gut schmecken, wenn sie leicht im Ofen geröstet werden. Die jungen Stängel werden roh verzehrt oder zuvor gegart. Alle Pflanzenteile können roh oder gegart als Bestandteil von Salaten, wie Spinat, oder in Suppen verwendet werden.